# Діорит

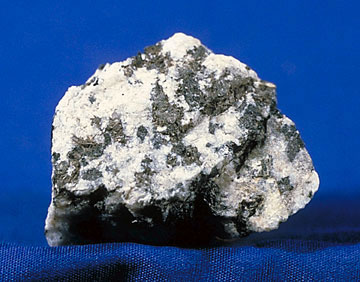
Діорит

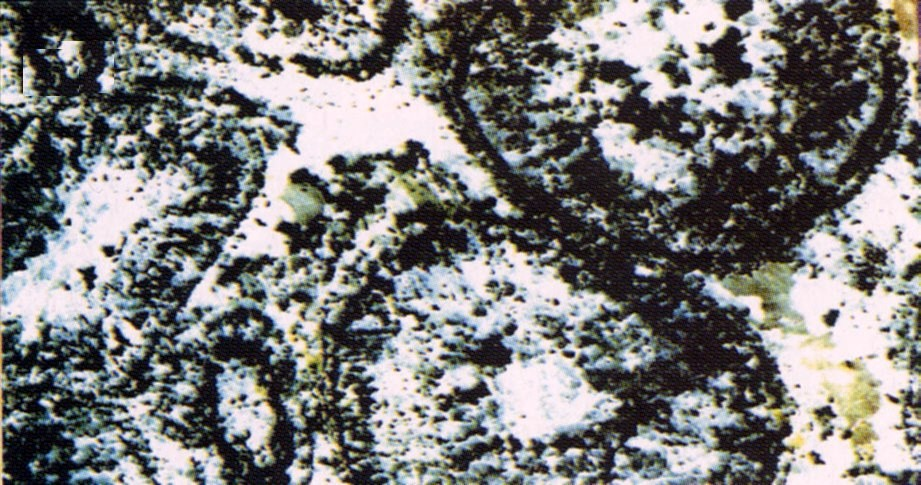
Діорит

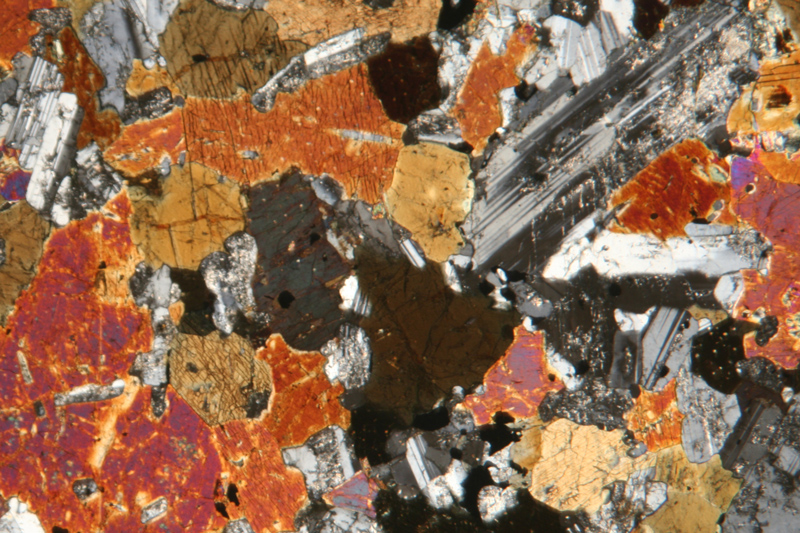
Діорит

Діорит (від грец. diorízo англ. diorite, нім. Diorit m) — розмежовую, розрізняю) — магматична інтрузівна гірська порода, середнього складу, нормального ряду лужності. За вмістом кремнезему (SiO2 52-65 %) належить до порід середнього складу. Головними мінералами є кислі плагіоклаз (андезин або олігоклаз), рогова обманка, рідше авгіт і біотит, кварц, іноді присутній калієвий польовий шпат. Акцесорні мінерали представлені титанітом, апатитом, магнетитом, ільменітом, цирконом.
Колір сірий чи зеленувато-сірий.
Середній хімічний склад діориту за Р. Дейлі (%): SiO2 56,77; TiO2 0,84; Al2O3 16,67; Fe2O3 3,16; FeO 4,4; MnO 0,13; MgO 4,17; CaO 6,74; Na2O 3,39; К2О 2,12; H2O 1,36; Р2О5 0,25. Діорит має високу міцність на стиск 150-280 МПа; густина 2,72-2,92, модуль Юнга 74 ГПа; коеф. Пуассона 0,3. Утворює самостійні штоки, жили, лаколіти та ін.